# Голубок Владислав Йосифович
Голубок Владислав Йосифович (біл. Галубок Уладзіслаў Іосіфавіч, 15 травня 1882, Станція Лісова, Новогрудський повіт, Мінська губернія, Російська імперія — 28 вересня 1937, СРСР) — білоруський драматург, прозаїк, режисер, актор, художник, народний артист Білорусі (1928), член Спілки письменників СРСР (1934).

## Сім'я
Владислав Голубок народився 3 травня (за новим стилем — 15 травня) 1882 році у станції Лісова під Барановичами в сім'ї робітника-залізничника Йосипа Голуба. Дід Владислава Фома Голуб був учасником повстання 1863—1864 років під керівництвом Калиновського.
Вільними поглядами відрізнявся і батько Йосип — помічник паровозного машиніста, а потім слюсар в депо, — який (можливо через свою революційну діяльність) був убитий невідомим злочинцем.

## Дитинство
Початкову освіту Владислав отримав в церковно-приходській школі в Мінську. Пізніше, незважаючи на матеріальні потреби в численній сім'ї, батьки влаштували його в Мінське міське училище. Закінчити його Владиславу не вдалося: завадила трагічна смерть батька. На руках у матері, Галини Владиславівни, залишилося шестеро дітей. Владислав, як старший син, був змушений заробляти на хліб, він влаштовується на роботу спочатку вантажником на дров'яні склади при залізниці, а потім прикажчиком в магазин купця Стараневича. Але через конфлікти з купцем Владислав був змушений залишити роботу в його магазині. Незабаром Голубок влаштувався слюсарем в Мінське депо, а під час Першої Світової війни став членом Соціал-демократичного гуртка. Деякі дослідники вважають, що саме багатий трудовий досвід познайомив Голубка з різними типами людських характерів, що потім виявилося в його драматургічній творчості.
Театр був присутній в житті Голубка з самого раннього віку: вже з десяти років Владислав не пропускав, мабуть, жодної вистави, що показували в Мінську бродячі трупи. Навіть тимчасово працював в одному такому театрі-бутафорії і виконував епізодичні ролі хлопчиків в спектаклях. А в 1896 році Владислав Голубок вперше потрапив в справжній театр.
Владислав Голубок згадував:
|  | Пам'ятаю, в 1896 році за гроші, що були зароблені від вивантаження дров, я купив квиток на гальорку в мінський міський театр... Мене не цікавив зал, моя увага була направлена на завісу, за якою ховалося щось нове, невідоме. Третій сигнал. Завіса пішла вгору. Переді мною артист. Слова. Дія. І тут у мене виникла думка стати артистом. |

## Юність

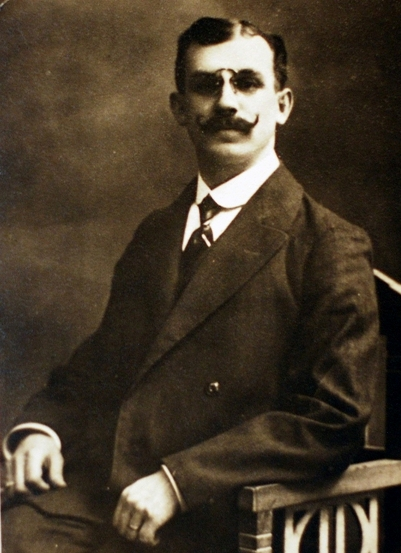
Владислав Голубок

Юність Владислава Голубка була насичена різноманітною діяльністю і численними захопленнями: він грав в оркестрі добровільного пожежного товариства на баритоні і тромбоні, навчався управлятися з гармошкою, брав уроки живопису у відомих мінських художників.
Ще в юності захоплення образотворчим мистецтвом привело Владислава Голубка до відомого в ті роки художника Прокоф'єва. Однак Прокоф'єв найчастіше доручав Владиславу малювати копії картин відомих художників. Голубку доводилося малювати пейзажі, але його самобутній талант звернув на себе увагу художників, які жили в Мінську. Як пейзажист він брав участь у багатьох республіканських виставках.
Художня діяльність стала захопленням на все життя і зіграло особливу роль під час подорожі власного театру: Владислав Йосипович виступав не тільки як режисер і актор-виконавець, але і як єдиний в трупі художник-декоратор.
А в 1906 році на сторінках «НН» з'явилися його перші вірші та оповідання, серед яких було і «Останнє побачення».

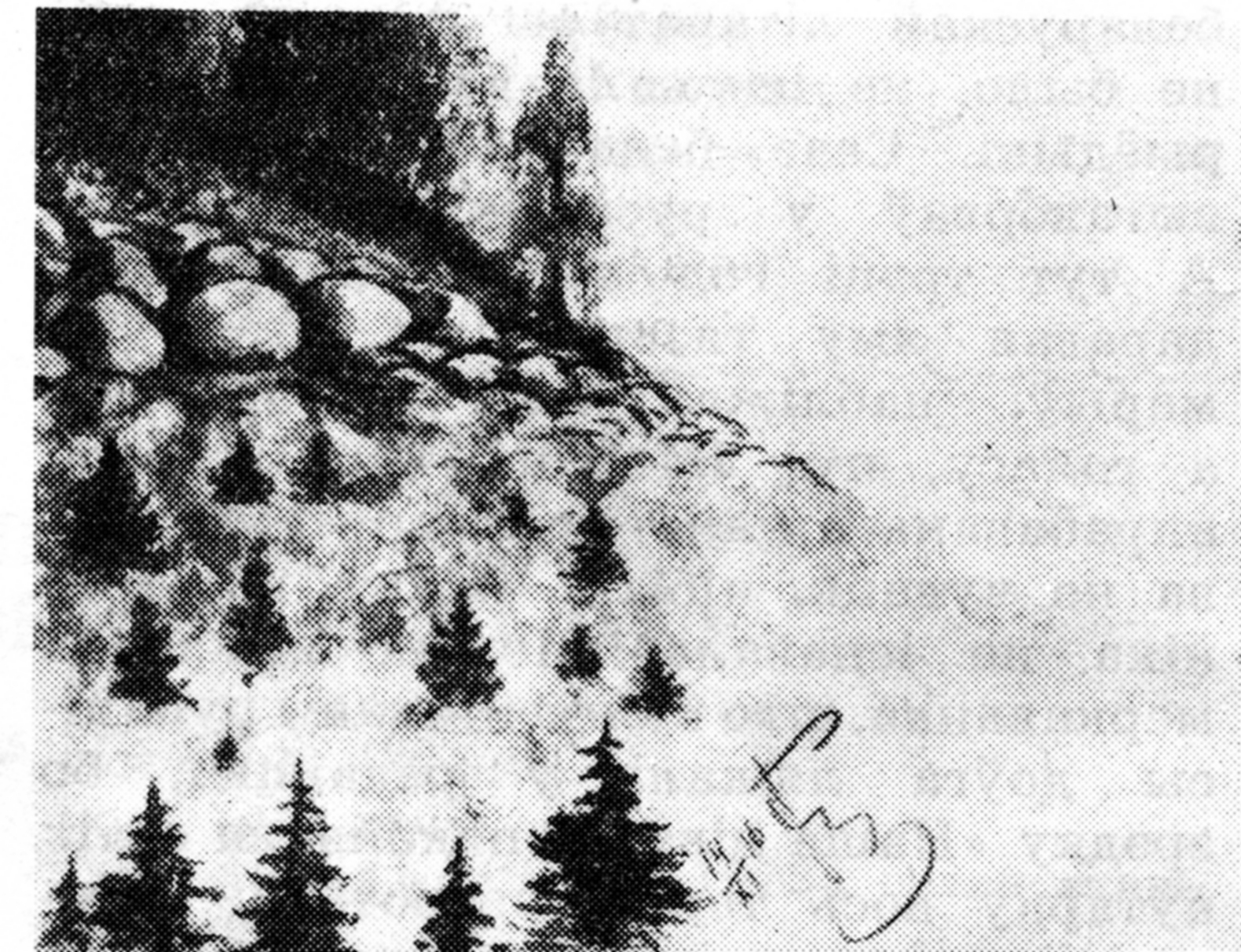
Холм біля садиби Левицьких. Малюнок зроблений Владиславом Голубком 14 листопада 1916 року
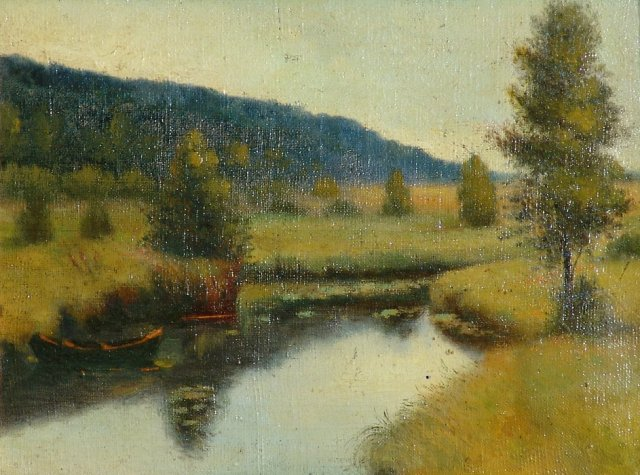
Річка Цнянка, 1927
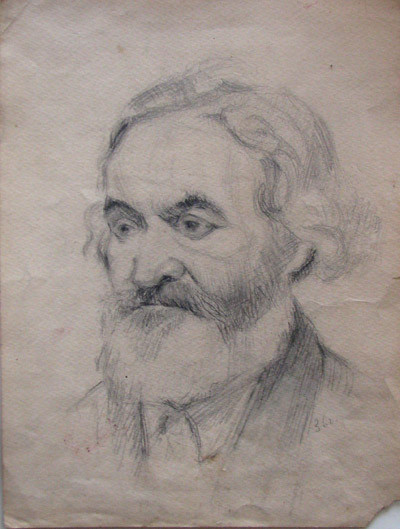
Портрет невідомої людини, 1936

## Творчість

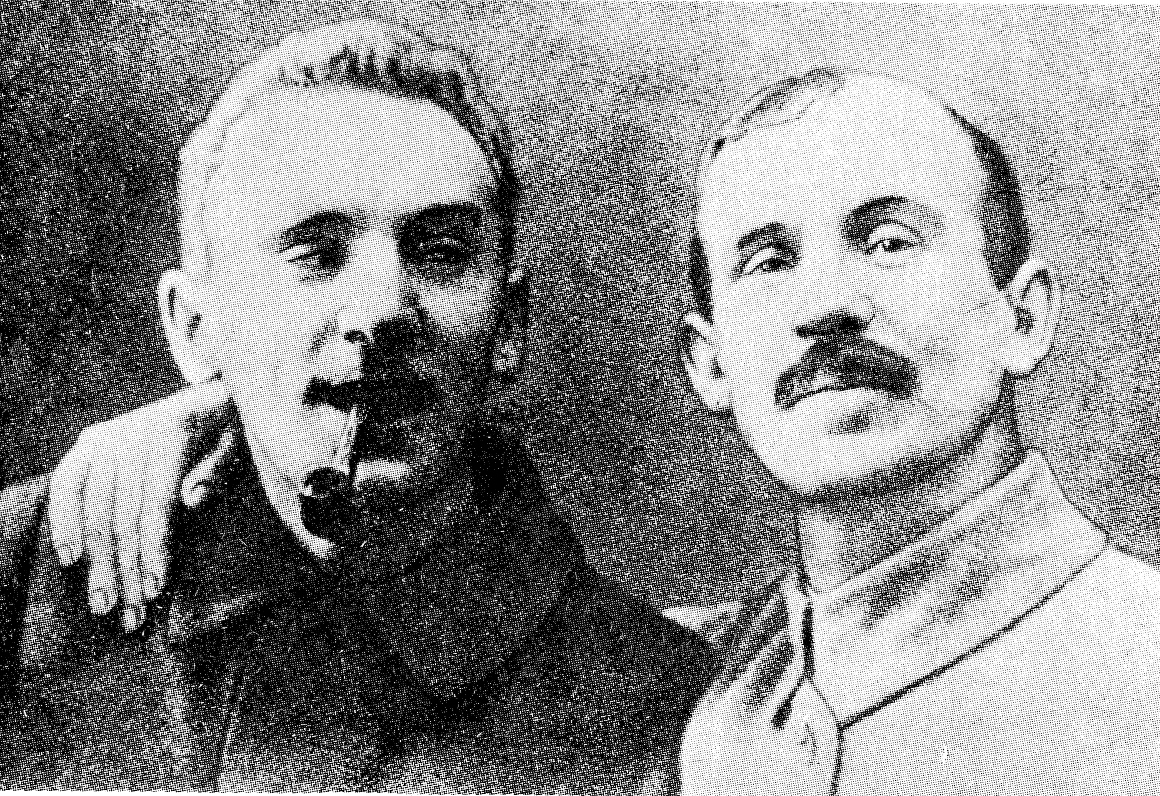
Білоруські драматурги і театральні діячі Франтішек Олехнович і Владислав Голубок в 1918 році

### Початок літературної діяльності
Великий вплив на Голубка-письменника справила творчість Янки Купали, Якуба Коласа, Максима Богдановича, Альберта Павловича, інших представників білоруського культурно-просвітницького руху, які незабаром стали його друзями. За оцінкою Максима Богдановича Голубок «писав жваві і веселі розповіді, до чого має справжню здатність. Їхня мова завжди жива, теми іноді досить цікаві».
Першим було надруковано розповідь «На весілля», підписане псевдонімом «Симонка». Пізніше письменник не користувався цим псевдонімом, зупинившись на ласкавому «Голубок». З цього часу ім'я молодого письменника все частіше і частіше з'являлася на сторінках газет, журналів, альманахів. Дослідники виділяють в ранніх оповіданнях Голубка живу народну мову, близькі селянству теми, співчуття простому люду, наприклад в оповіданнях «Помилка вченого», «Гроза», в новелах «Минуле», «Честь», «Сільські астрономи» і багатьох інших. У 1913 році в Петербурзі вийшла перша книжка Владислава Голубка «Розповіді».
У літературно-художньому і науково-популярному журналі краєзнавчого напряму «Лучинка» друкувалися не тільки розповіді В. Голубка (деякі під криптонімом Г-у-к), але і його нариси «Сліди старовини» про старовинні замки, присвячені дослідженню історії та культури. Нариси Голубка друкувалися також в такому виданні, як «Білоруський шлях».

### Драматургічна творчість

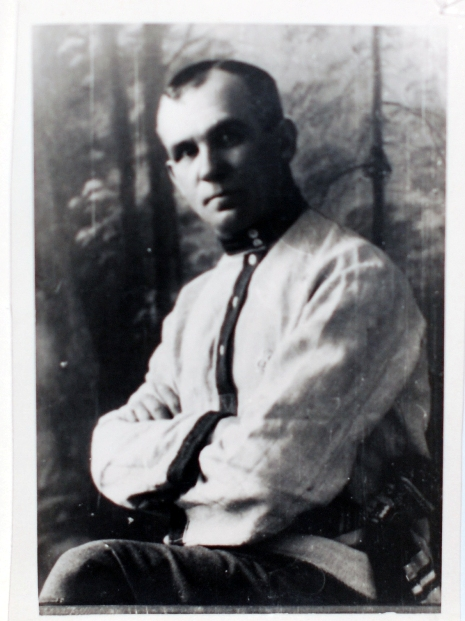
Цей фотопортрет Владислав Голубок подарував на пам'ять Аркадію Смоличу

Владислав Голубок не забув про своє дитяче захоплення театром. У 1911 році в Мінськ завітала перша білоруська трупа на чолі з Ігнатієм Буйницьким, яка показала спектаклі «Модний шляхтич» Каруся Каганця і «По ревізії» Марка Кропивницького, де щедро лунали білоруські пісні, а закінчувався показ декламацією віршів Алоїзи Пашкевич і Янки Купали. Владислав Голубок вперше побачив вистави білоруською мовою і потім багато в чому перейняв спосіб організації подібних видовищ у своїй практиці.
У 1917 році відроджене «Перше білоруське товариство драми і комедії», раніше заборонено царизмом. Голубок вступає в товаристві разом з дружиною і дітьми та робить перші спроби в драматургії. За одну тільки осінь 1917 року Голубок пише три п'єси, які одразу ставить його трупа.

#### «Забув підперизатися»
Перша п'єса, що написана і поставлена драматургом-режисером в Першому білоруському товаристві драми і комедії, мала назву «Забув підперизатися» (біл. Забыўся падпярэзацца) і розповідала про нерозумного дяка. Про це твір відомостей до нас дійшло дуже мало, а його рукопис не зберігся. Відомо тільки, що ця одноактова п'єса була першою драматургічною спробою Голубка.

#### «Писареві іменини»
Не без інтересу публіка зустріла і наступну комедію драматурга «Писареві іменини» (біл. Пісаравы імяніны), що поставлена на тій же сцені в грудні 1917 року. ЇЇ сюжет наступний: у першому акті представники волосної влади в особах голови, урядника і їхніх союзників, а також дяк збираються на іменини до писаря. Добре там випивши, вони влаштовують бійку. В інших двох актах дія розгортається навколо поспішного від'їзду писаря, який насправді нікуди не поїхав, а став тихенько стежити за дружиною. В цей час до неї завітав коханець — дяк. Писар застає дружину з дяком і б'є обох.
Дослідники відзначають, що в художніх засобах в цій п'єсі драматург орієнтується на фольклорні традиції (в білоруській народній творчості широко поширені сюжети про любовні пригоди церковних служителів), а також на традиції білоруського революційно-демократичної літератури, і в першу чергу на розповідь Якуба Коласа «Пісареві іменини».
У творі поєдналися два напрямки. Один — сатиричний, який ґрунтується на розгляді справжнього обличчя представників царської влади і значної частини тодішньої сільської інтелігенції. Другий — фарсово-водевільний, заснований на любовній інтризі. І хоча елементи останнього займають значне місце в образно-сюжетній лінії п'єси, це не дає підставу називати її водевілем.
Тодішня критика від нової п'єси не була в захваті: їм здалося, що характером і змістом вона нагадувала українські водевілі і комедії з їхніми смішними дяками, в'язнями, обдуреними чоловіками і невірними дружинами. Крім того, за критиками, повний зміст комедії не відповідав її назві. Автор врахував всі критичні зауваження і суттєво переробив п'єсу: в першому акті вивів пізнавальні селянські типи і дав деяким з них надзвичайно виразні прізвища. Наприклад, волосний голова став називатися Бичем, старший урядник — Набіносом, урядники — Абібоком та Лупадьором. Кожен з персонажів мав не тільки виразну зовнішність (яку Владислав Голубок зазвичай точно описував на початку п'єс), а й особливу мову, з досить красномовними слівцями і оборотами.
У постановці п'єси, як самому Голубку, так і іншим режисерам, не завжди вдавалося домогтися її глибокого втілення через те, що двом останнім актам певною мірою не вистачало напруги дії. Це, а також необхідність мати в репертуарі свого мандрівного театру мобільні короткі п'єси, змусило Голубка розділити «Писареві іменини» на дві частини. В результаті — на основі першого акту утворилася одноактна п'єса «Писареві іменини». Решта ж дві дії грав як самостійний твір під назвою «Зальоти дяка» (Залёты дзяка).

#### «Останнє побачення»
У грудні 1917 року товариство поставило п'єсу «Останнє побачення» (біл. Апошняе спатканне), написану Владиславом Голубком на основі своєї розповіді. У п'єсі історія двох братів-близнюків Григорія і Йоакима, що зустрічаються в тюрмі після того, як один з них їде вчитися в місто, а інший залишається вдома, доповнилася зворушливими взаємовідносинами з коханими. Любов надає Григорію і Йоакиму особливу значущість. Це не плоскі революціонери — «борці за народне щастя», показувати яких було в традиції перших післяреволюційних років, а звичайні сільські хлопці, хіба що виховані занадто чесним батьком. Тому і шукають справедливості різним шляхом, і тільки через молоду гарячність потрапляють до в'язниці. Останнє побачення братів також позбавлене звичайної в таких випадках мелодраматичності і надлишкових слів — обидва гинуть, навіть не встигнувши привітатися.

#### «Невинна кров»
У лютому 1918 року зовнішня інтервенція перервала діяльність цього театру, але незабаром окупаційна влада дала згоду на відкриття в Мінську клубу «Білоруський будиночок», у створенні якого члени товариства взяли активну участь. У його виконанні побачила світ нова п'єса Голубка «Невинна кров» (біл. Бязвінная кроў), де відкрито звучить мотив: господарями білоруської землі є ті, хто на ній працює. За часів кайзерівської окупації ця думка надавала п'єсі особливої гостроти.

#### «Ганка» («Ні та, ні інша»)
П'єса «Ні та, ні інша» (біл. Ні тая, ні другая) була створена в 1918 році, в удосконаленому варіанті 1920 року з'явилася під назвою «Ганка». У ній розповідається трагічна історія про вихованого в багатій родині студента Василя і селянську дівчину Ганку, які люблять один одного. Але покровителька Василя, хитра полковниця, повертає справу так, що Василь одружується з дочкою багатого поміщика, поправляючи тим самим зруйноване полковницьке господарство. Ганка реагує на все це спокійно, але тільки через якийсь час народжує дитину і раптом закінчує життя самогубством. Василь намагається виправити становище, але розуміє, що вже пізно.
І в першому, і в другому варіанті п'єса користалася стійким успіхом у глядачів. Дослідники відзначають, що це було обумовлено не тільки «слізливістю» історії, а й великою кількістю комічних сцен за участю старої поміщиці і її коханця Альфонсо, а також пронизливих дівочих мрій і красивих взаємин.

#### «Липовичок»
П'єса «Липовичок» заснована на казковому мотиві перетворення персонажів, які за допомогою чудодійних сил добувають собі щастя і свободу. У п'єсі, як і в казках, герої не індивідуалізовані. Вони розмовляють на звичайній розмовній мові, їхні діалоги чисто витримані в дусі жартівливих народних пісень або запозичені з них. У п'єсі яскраво проявилося оптимістичне народне світосприйняття.

#### «Суд»

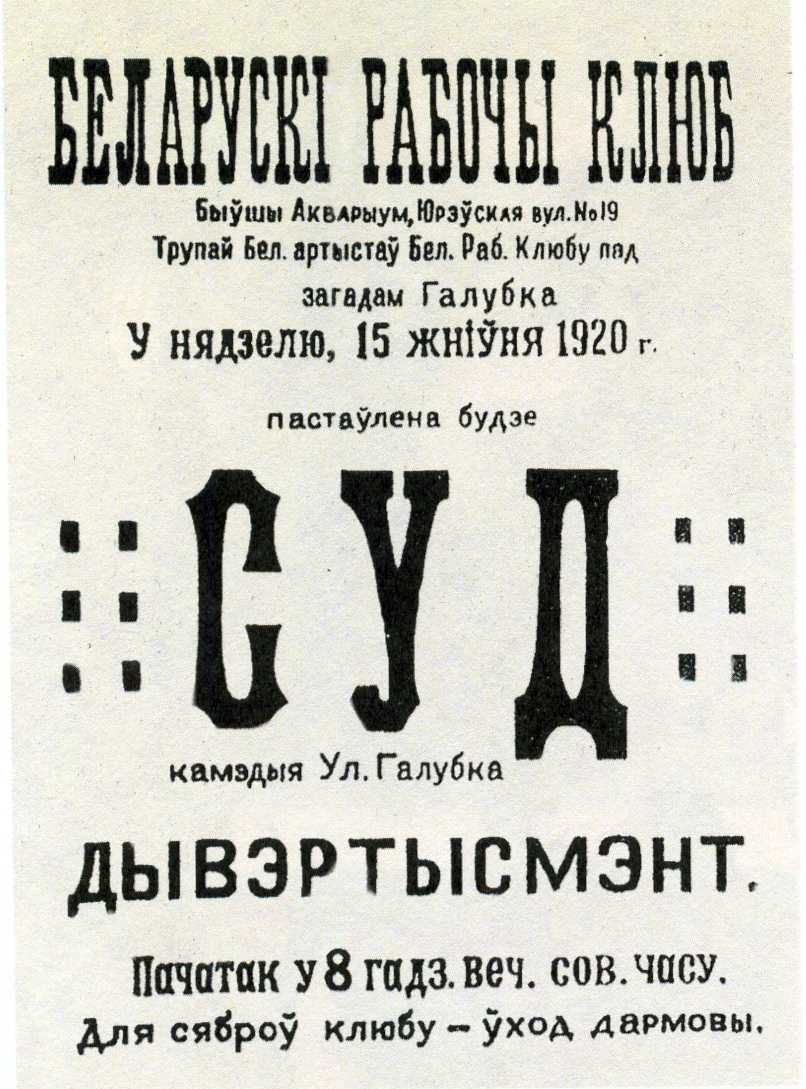
Афіша вистави «Суд» в Білоруському робочому клубі

На початку 1920-х років Голубок разом зі своєю трупою працював в Білоруському робочому клубі. Тут вперше була поставлена його одноактна комедія «Суд». У цій п'єсі на основі традиційного сюжету викривався бюрократизм суддівських чиновників.
На прем'єрній виставі п'єси «Суд» сам Голубок талановито виконав роль Овечки. У ролі Гарбузихи вдало деб'ютувала дружина драматурга Ядвіга Олександрівна.

#### «Білий вінок» («Закривавлений податок»)
П'єса «Білий вінок» (біл. Белы вянок) присвячена життю селян в Західній Білорусі. У творі розповідається про трагічне положення бідної селянської родини. Господар-орендар Герасим, доведений до злиднів, не може заплатити пану податок. Дружина Герасима спокушає його вбити разнощицю товарів і забрати її гроші. Селянин довго коливається і після болісних роздумів погоджується, так як йому не дає спокою страшний привид — його маленька дочка Ксенія стане бідною. У першому варіанті п'єси фінал вийшов дуже страшний — в результаті трагічної помилки Герасим вбиває сокирою замість разнощиці свою дочку. Але Голубок, який завжди критично ставився до своєї творчості, розумів, що такий відверто мелодраматичний фінал не йде на користь твору. Тому при виданні п'єси переробив його. Герасим піднімав сокиру і раптом впізнавав дочку:
|  | Герасим (схаменувся). Жебракувати, моя дитина... (Заплакав.) Моє дитя, не допущу... Згоден. (Взяв сокиру.) Нехай буде мир у палацах пана і в бідній хатині. Вийди. Дружина з лампою вийшла. Герасим замахнувся сокирою, але в цей час Ксенія швидко схопилася зі сну. Герасим зі страху дико скрикнув, кинув сокиру, вибіг на середину сцени, нервово заплакав. |

Трагедія не відбулася, але п'єса змушує задуматися над тим, що ж спонукало цих бідних, замучених нуждою людей піти на вбивство. Роль Герасима в цій п'єсі виконував сам Голубок, його дружина Ядвіга Олександрівна грала дружину Герасима.

#### «Пінська мадонна»
Найскладнішою за будовою стала комедія Голубка «Пінська мадонна». Драматург об'єднав в ній народні анекдоти з власною фантазією і вирішив не просто повеселити публіку, а й викрити обман попів і поміщиків. За сюжетом батько і поміщик за допомогою бродячого ченця вчинили авантюру з ніби чудотворним образом Матері Божої і влаштували збір коштів на свою користь. Пікантність ситуації в тому, що місцевий художник пише ту Мадонну з розгульної Діани, яку легко впізнати в «священному портреті». Серед городян зростає обурення, але «в потрібний момент» є городовий, який змушує всіх молитися «блудній Мадонні».
Сам Голубок в п'єсі виконував колоритну роль хтивого батька.

#### «Пан Суринта»
Колись в молодості пан зарубав кріпосного до смерті і це спричинило за собою ланцюг не просто трагічних, але жахливих подій. У Суринта крадуть малу доньку, з якою через багато років він буде жити як з дружиною, але впізнає в ній загублене малятко тільки під час повстання, піднятого улюбленим Касі — Вітькою.

#### «Плотогони»
У п'єсі «Плотогони» (біл. Плытагоны) не просто показується важка праця плотогонів, але і йдеться про відповідальність людини, яка власноруч може «вибудувати» не тільки трагедію свого життя, але зробити нещасними і навіть спровокувати загибель близьких людей.
|  | Плотогони - люди, гіркої долі діти, Каторжно працюють, живучи на світі. На воді і сонце перші зустріли, На воді і нічку вони коротають. На воді часом жаль душу огорне, На воді і смерть їх до себе приліпить. Рік за роком прагнути, молодість минає, А там, крадькома, старість настає. За важку працу доля посміється. Плотника могила водою нальється. Жебрацькі кістки вода ополоче, А бунтівний вітер холоднечу навіє. Обуриться вітер, до землі дерева гнуться, Плотогон нудьгує, самі сльози ллються. А чого нудьгує, куди думки линуть, Розгадати, люди, чого сльози ллються ... |

Вільнолюбний плотогон Андрій став першою значною роллю для К. Ф. Биліча.

### Діяльність мандрівного театру Голубка

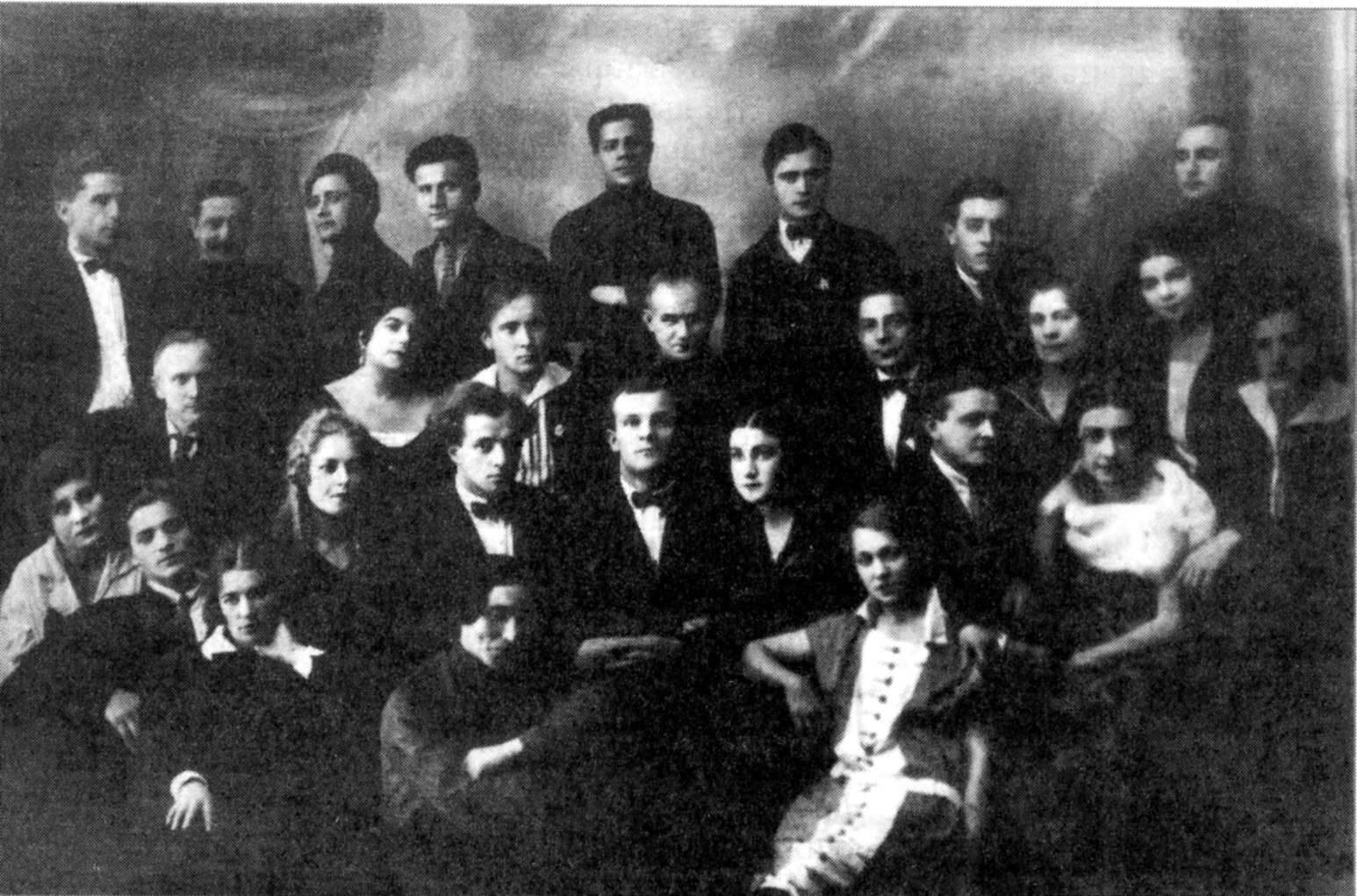
Акторський склад Білоруського мандрівного театру, 1926 рік

У різні часи театр мав такі назви: «Трупа білоруських артистів під керівництвом Голубка» (Трупа Голубка), з 1924 — «Друга білоруська державна трупа», з 1926 — «Білоруський державний мандрівний театр».
У 1920 році в Мінську відкрився Білоруський державний драматичний театр, до складу якого увійшла значна частина акторів Першого Білоруського товариства драми і комедії. Незабаром виник ще один театр — Мандрівний, який повинен був обслуговувати провінцію. Керувати ним випало Владиславу Голубку.
Репертуар нового театру складався переважно з п'єс Владислава Голубка, який особисто відповідав за їхню постановку, музичний супровід і декорації, що писалися ним власноручно, нерідко прямо на стінах будівель, де доводилося виступати. Серед п'єс інших авторів можна відзначити комедію-жарт «Чорт і баба» Ф. Олехновича, що поставлена трупою в 1921 році.
Спочатку трупа була невелика: кілька друзів Голубка, його дружина Ядвіга, їхній син, дочки Багуся, Люба і Люся, для яких розроблялися дитячі ролі. З інших виконавців можна назвати таких акторів переважно молодого покоління, як Андрій Блажевич (Вангін), Б. Бусел (Райзман), Михайло Васильок (Гринблат), Н. Клачко, І. Крицький, Л. Скжиндієвська, Ю. Фляйто. Працювати акторами активно йшли і білоруські письменники — Міхась Чарот, Василь Сташевський, Алесь Дудар, Іларій Барашка.
Спочатку колектив працював при Білоруському робочому клубі і грав спектаклі для глядачів околиць Мінська. Пізніше виступав також в мінських клубах імені Леніна, Луначарського, Дем'яна Бєдного, «Комуна» і в «Білоруському будиночку».
Почавши роботу в столиці, трупа білоруських артистів вирушила в подорож по Білорусі, таким чином, ставши об'їзним театром. Артисти не мали власного транспорту, тому часто на випадкових візках або санях, а часто і пішки переходили між білоруськими містами.
У 1921 році театру несподівано пощастило: Наркомосвіти вирішив взяти трупу на державне утримання, зобов'язавши акторів обслуговувати робочі клуби і навколишні села. Але незабаром театри стали переводити на госпрозрахунки, і трупа була позбавлена дотації.
В результаті художнє оформлення для вистав робилося буквально з того, що знаходилося під рукою. У роботі театру активну участь брала публіка, вона допомагала здобувати все необхідне для вистави. Одні нести меблі, інші лавки, табуретки, лампи тощо. Самі актори ремонтували сцену, малювали декорації. Так як робочих для обслуговування театру трупа не мала.
|                                 | Є питання, як же ставилися вистави? А ось як: у день вистави можна бачити, як по вулицях Мінська тягнуться артисти і артистки, несучи на плечах у клуб належний до вистави реквізит, запозичений у хороших сусідів. Несуть вони цю поклажу і проклинають все на світі, а з іншого боку проклинають артистів сусіди, яким набридло ця щоденна позичка. |
| — Владислав Голубок. Рік роботи | |

Працівники трупи поєднували свою акторську роботу з денною роботою на фабриці або в школі, оскільки робота в трупі не оплачувалася.
Працювати доводилося в абсолютно непристосованих приміщеннях.
|  | Пам'ятний спектакль в сараї, де поруч, за сценою, був ще сарай, в якому було багато корів і овець. Артист на сцену потрапляв через стійла, він повинен був чекати свого виходу в корівнику, де було зовсім тісно, темно і душно. Тут він ласкаво розмовляв з красивими телицями, а то розважався з ягнятами. |

Свої п'єси Голубок переробляв по кілька разів, часто після їхнього показу на сцені. Якщо драматург відчував фальш, він повертався до свого твору, виправляв окремі сцени разом зі своїм колективом, поки не виходив бажаний результат. Відомо, що деякі п'єси Голубка мають до 40 чернеток.
П'єси Голубка і інших драматургів користувалися великим успіхом у глядачів, особливо не спокушених мистецтвом театру в минулому. Наприклад, «Ганку» бродячий колектив грав 498 разів.

### Визнання радянською владою

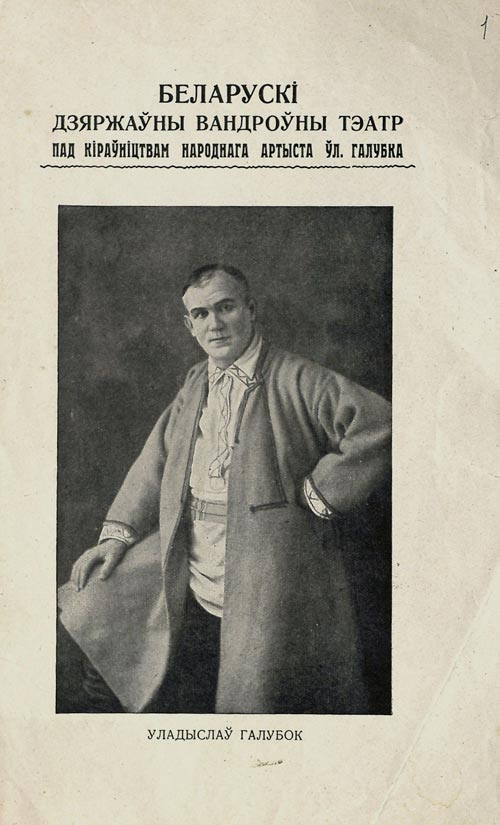
Афіша 1929 року

Влітку 1920 року Владислав Голубок очолив Драматичну секцію культурно-просвітницької організації «Квітка папороті» в Слуцьку. У 1920-22 роках працював завідувачем художнього відділу в Народному комісаріаті освіти БРСР. У 1920 році створив Трупу білоруських артистів при Білоруському робочому клубі в Мінську, був її художнім керівником.
У вересні 1924 року був виданий наказ Наркомату освіти про перетворення трупи Голубка в Білоруську державну трупу.
Тільки за 1925 рік трупа Голубка дала на Мінщині понад 150 вистав. 20 грудня 1928 року Владиславу Голубку було присвоєно звання народного артиста республіки. Голубок став першим білоруським народним артистом.
|                                                                          | Ось біжу просити, щоб перебили на заслуженого. Ти розумієш, я завжди в народі, серед простих людей, а вони скажуть: "Народний артист? Так він же завжди був, є і буде народний. Ніяка це не заслуга."... Ось заслужений, це інша справа; кожному зрозуміло - заслужена людина, тут тобі і шана і авторитет |
| — Романович Євгеній. , Річки течуть з струмків. Мінськ, 1969. С. 70 - 73 | |

Разом зі званням народного артиста Голубку був призначений оклад «в розмірі ставки відповідального політпрацівника». Таким чином, його талант прирівнювався до чиновницької посади.

## Період БДТ-3

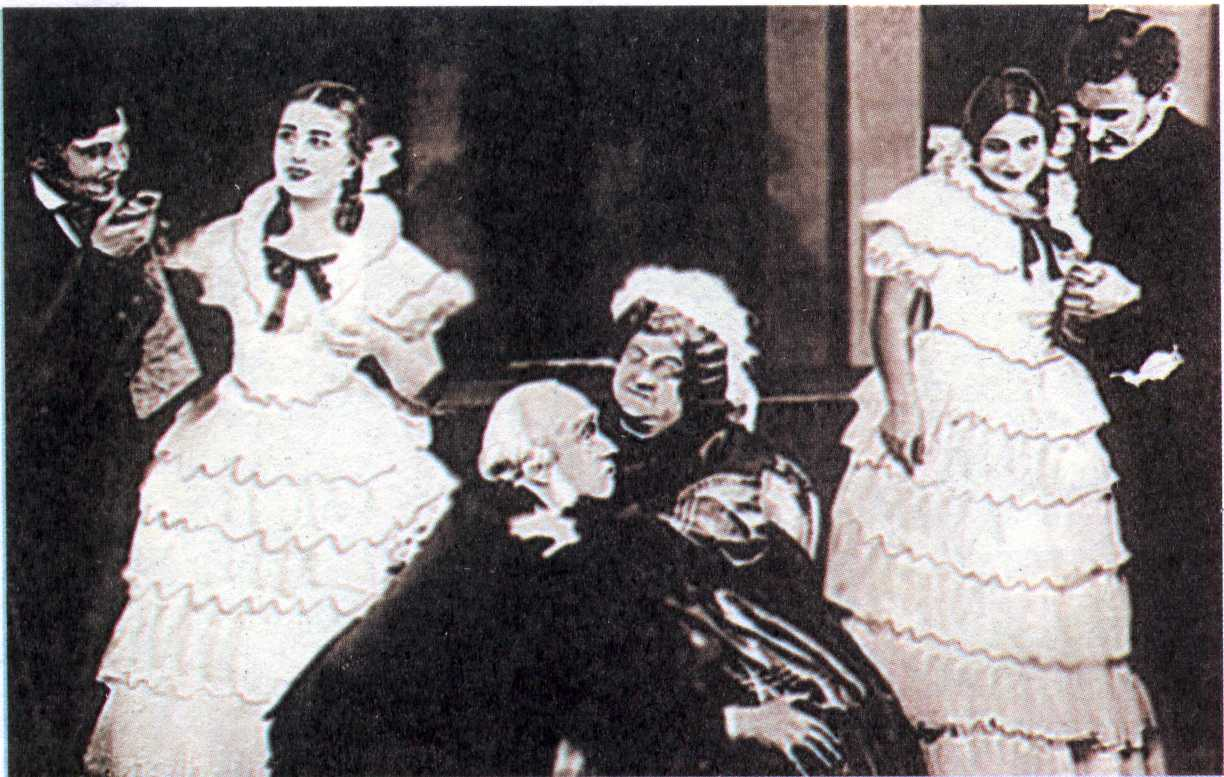
Сцена з вистави «Прибуткове місце» Олександра Островського, 1936 рік

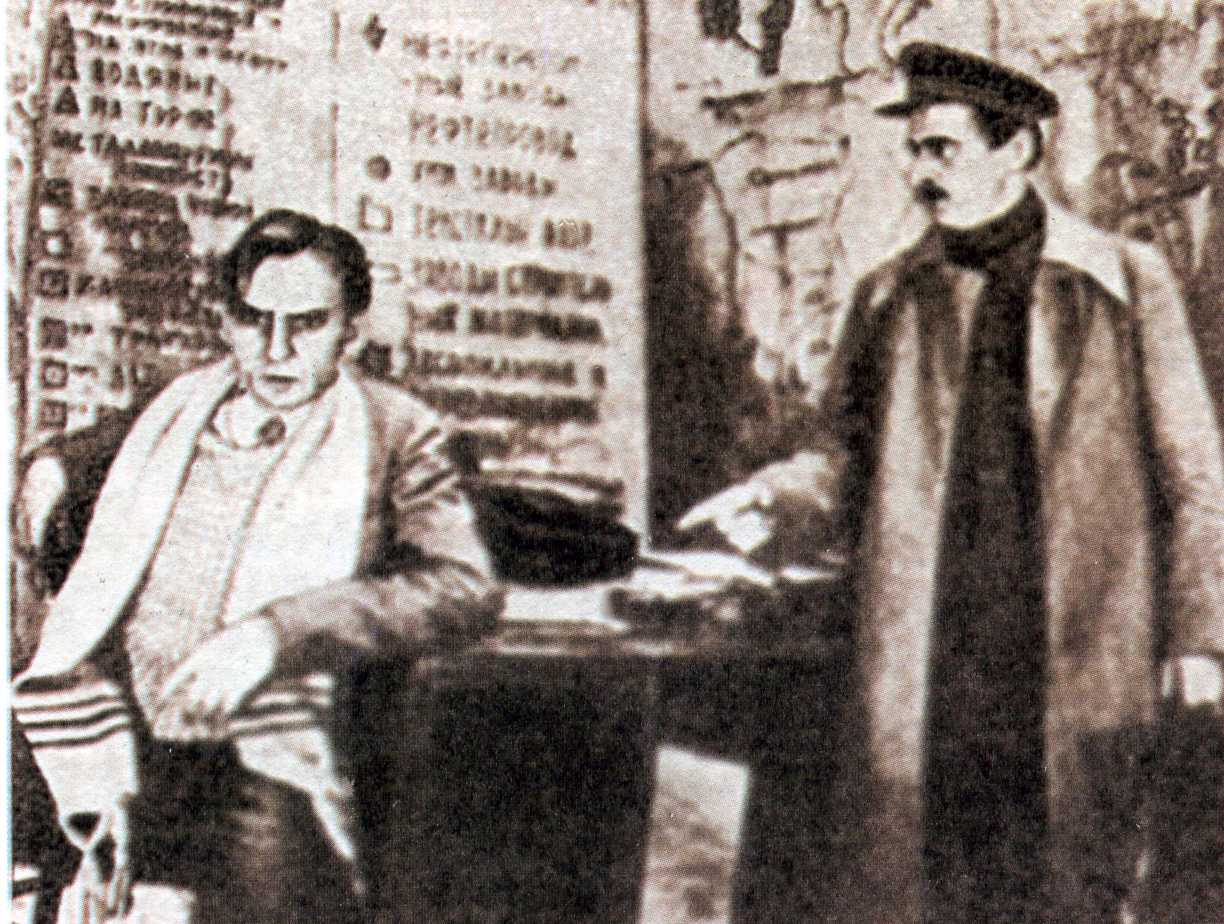
Сцена з вистави «Мій друг» М. Погодіна, 1932 рік

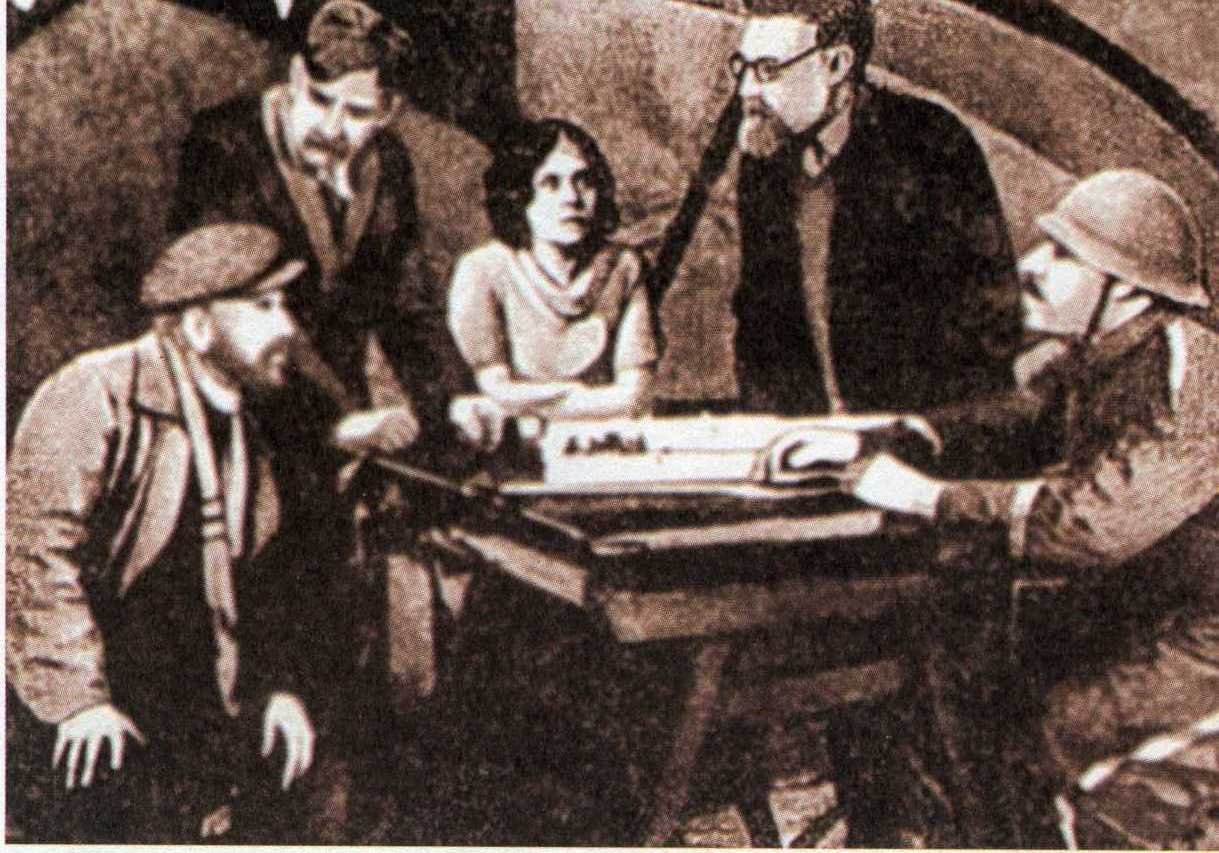
Сцена з вистави «Сержант Дроб» Е. Самуйленка, 1936 рік

У 1931 році театр Голубка реорганізують, його називають БДТ-3 (Білоруський третій державний театр) і «прописують» в Гомелі. Гастролі по округах, проте, тривали.
|                                   | На карті БРСР не було району, де б не побував БДТ-3 |
| — Зі спогадів Сергія Граховського |                                                     |

Театр продовжував традиції Першої білоруської трупи І. Буйніцького, широко використовував пісенно-музичну та хореографічну народну творчість, був примітний жанровим розмаїттям.
Поступово від Голубка, як і від інших діячів літератури і мистецтва, дедалі наполегливіше стали вимагати відображення класової боротьби.
Популярність театру поширювалася дуже інтенсивно, проте наприкінці 1920-х ідеологічні органи СРСР почали звужувати коло його діяльності, звинувачуючи керівництво в обмеженому, націоналістичному репертуарі і низькому, примітивному рівні його сценічного втілення. На початку 1930-х років Владислава Голубка відсторонили від художнього керівництва театру. В кінці 1931 року його художнім керівником був призначений Костянтин Санніков За Голубком залишили адміністративно-господарську роботу і роботу актора.
Відтепер в театральному репертуарі почали переважати сучасні радянські твори, які ставилися на багатьох тодішніх сценах. Більшість вистав були ідеологічними, головна увага зверталася на показ ентузіазму радянських людей і їхню боротьбу зі шпигунами, диверсантами і «ворогами народу».
|                                                                     | Розбиваючи наголову елементи дилетантства, БДТ-3 повинен боротися за більшовицьке мистецтво |
| — С рецензії в газеті «Література і мистецтво», 19 грудня 1933 року |                                                                                             |

Голубок змушений робити все, що від нього вимагають, і в 1933 році його БДТ-3 ставить п'єсу «Біла зброя». П'єса розповідає про шкідницьку діяльність «ворогів народу» на одному із заводів.
В 1934 році для підвищення кваліфікації колектив був спрямований на 3-місячні курси в Москву, де викладали систему Станіславського, знайомили з досягненнями російського і зарубіжного театрів. Театр Голубка ж почали переводити в інший напрямок — побутовий реалістично-психологічний, в руслі якого працювала абсолютна більшість сценічних колективів того часу.
У 1935 році з'являється п'єса «Сержант Дроб», за повістю Едуарда Самуйленка «Теорія Каленбрун», яка була поставлена в Гомелі в кінці того ж року. У творі йдеться про боротьбу іноземного робітничого класу проти фашизму, про симпатії до Радянської країни.
У 1935 році пишно відзначався 15-річний ювілей театру Владислава Голубка, багато акторів отримали почесні звання, Голубок був нагороджений автомобілем і творчим відрядженням в Москву і Ленінград.

## Репресії
Заарештували Голубка в 1937 році «традиційним» способом, на світанку. Скоро в мінській квартирі драматурга стався обшук. Забрали не тільки всі рукописи, але навіть приватні речі театру. Дуже постраждала родина: старшому синові Едуарду, науковому співробітнику, не дозволили захистити дисертацію по білоруській драматургії, дочку Богуславу змусили їхати в село — «перевиховуватися» в колгоспі, молодших синів виключили з комсомолу, як дітей ворога народу. Дружина в розпачі намагалась покінчити життя самогубством — її ледь врятували.
Після арешту Голубка всі його картини були звезені в НКВД, потім туди запросили гомельського художника Михайла Сімковського і наказали замалювати на всіх полотнах підпис автора. Сімковський працював всю ніч, не сподіваючись, що і сам вийде на свободу. Однак вранці його випустили і навіть дозволили взяти дещо з творів Голубка. Сімковський зміг винести тільки чотири роботи. Зараз вони висять в одному з гомельських клубів.
Про подальшу долю Голубка його сім'я так нічого і не дізналася. У документах свідчиться, що він помер в 1942 році від гіпертонії. Але де і як похований — ні слова. Є підстави вважати, що це повідомлення — фальшива відписка, яких було багато в той час.
Існують легенди про долю Голубка після арешту. Дослідник Замковець розповідає, що, нібито, Голубок був висланий до Сибіру і там створив театральну трупу з засланців. Виступи їх нібито бачили на поромах величезних сибірських річок.
Владислав Голубок реабілітований посмертно 26 серпня 1957 року Верховним судом БРСР.

## Значення роботи В. Голубка
Драматургічна, режисерська і акторська діяльність Голубка є сполучною ланкою між дореволюційним і радянським білоруським театром. У драматургії його творчість визначалася глибоким знанням народного життя. П'єси відрізнялися сценічною гостротою конфлікту, багато хто з них написані в жанрі мелодрами з контрастним протиставленням добра і зла. Комедії насичені колоритним народним гумором, характеризуються гострими ситуаціями з сатиричним забарвленням.
Голубок творчо розвивав традиції стародавнього народного театру: вертепу, народної драми, інтермедій. Крім акторської та режисерської діяльності В. Голубок працював художником-декоратором, він оформляв постановки всіх своїх п'єс.
В. Голубок виховав багатьох білоруських акторів: В. Й. Дедюшко, К. Ф. Биліч, Андрій Блажевич та інших. У трупі Голубка робила свої перші кроки на сцені одна з знаменитих білоруських актрис Стефанія Станюта, музичною частиною керував Нестор Соколовський — автор Державного гімну Білорусі; а на скрипці грав Михайло Лученок, батько відомого композитора — Ігоря Лученка. У трупі працювали і деякі білоруські письменники і поети, наприклад, Михайло Васильок, Міхась Чарот, Василь Сташевський, Олесь Дудар та інші.
Кілька портретів В. Голубка в різних техніках написав Євген Миколайович Ціханович, який був його зятем, Медаль Комітету вшанування «Владислав Голубок» зробив Микола Лаврентійович Нестеревський, З. Азгур в 1936 році створив бюст Голубка, який не зберігся.

## Список постановок п'єс Владислава Голубка
- «Останнє побачення» (Вільнюс, 1917, поставлена в 1919),
- «Писареві іменини» (1917, поставлена в 1927),
- «Невинна кров» (поставлена в 1918),
- «Зальоти дяка» (поставлена в 1918),
- «Безрідний» (поставлена в 1919),
- «Суд» (Вільнюс, 1920, поставлена в 1924),
- «Душогубці» (поставлена в 1921),
- «Ганка» (1920, поставлена в 1929),
- «Пан Суринта» (1923, поставлена в 1930),
- «Плотогони» (поставлена в 1923),
- «Фанатик» (поставлена в 1922),
- «Пінська мадонна» (поставлена в 1927),
- «Білий вінок» (1921 поставлена в 1929),
- «Вітрогони» (1919, поставлена в 1930),
- «Липовичок» (1922)
- «Баби-лиходійки» (1922)
- «Краб» (1927, поставлена в 1930),
- «Біла зброя» (1933, поставлена під назвою «Рикошет» в 1935),

## Праці
- Апошняе спатканне: вершы, апавяданні, п'есы / Уладзіслаў Галубок; [прадмова С. Лаўшука]. — Мн.: Мастацкая літаратура, 2007. — 269, [1] с., [1] л. партр. — (Бібліятэка школьніка). — ISBN 978-985-02-0955-9.
- Ганка: драма ў 5 актах / вокладка М. Гусева. — Мн.: Белдзяржвыд, 1929. — 23 с. — (Тэатральная бібліятэка)
- Пісаравы імяніны: камедыя ў 1 акце / Уладыслаў Галубок. — Менск [Мінск]: выданне ЦБ «Маладняка», 1927. — 32 с.
- Уражэнні (Аб падарожжы у «соціалістіческую, федератівную…») // Беларускі шлях. — 1918. — № 41. — С.; № 42. — С.; № 43. — С. [Перадрук: ARCHE. — 2009. — № 3 (78). — Сакавік. — С. 605—608]

## Данина пам'яті
- Іменем Владислава Голубка названі вулиця у мінському житловому районі Кунцевщина, вулиця в Молодечно[20], в селі Лісна.
- У Мінську відкрита «Вітальня Владислава Голубка» — філія Державного музею історії театральної та музичної культури Білорусі. В експозиції музею представлені костюми з театру В. Голубка, фотографії, документи, художні твори, афіші театру першого народного артиста Білорусі[21].
- У 1982 році режисер О. А. Соловей зняв фільм «Владислав Голубок»[22].